# Meritites I.
Meritites I. war eine Königin der altägyptischen 4. Dynastie. Sie wurde lange Zeit für eine Tochter von Pharao Snofru gehalten, wird inzwischen aber eher als dessen Gemahlin angesehen. Die einzigen sicheren Belege, die Namen und Titel der Meritites nennen, sind ein heute verlorenes Scheintür-Fragment und Reliefbruchstücke aus der Doppel-Mastaba G 7110-7120 in Gizeh. Wahrscheinlich ebenfalls Meritites zuzuschreiben sind einige weitere Reliefbruchstücke, die innerhalb der Kapelle der zur Cheops-Pyramide gehörenden Königinnenpyramide G I-b sowie in deren nächster Umgebung gefunden wurden.

## Familie
In Meritites' Titulatur werden drei Könige erwähnt. Sie trägt die Titel „‚Die groß an Auszeichnung‘ des Snofru“ und „‚Die groß an Auszeichnung‘ des Cheops“. Zwar wurde sie lange Zeit als Tochter Snofrus angesehen, da sie aber sowohl in Bezug auf ihn als auch auf seinen Nachfolger Cheops den gleichen Titel trägt, wird mittlerweile angenommen, dass sie ursprünglich eine Nebenfrau des Snofru war und nach dessen Tod in Cheops’ Harem überging und von ihm zur Königin gemacht wurde. Sie muss noch sehr jung gewesen sein, als Snofru sie zur Frau nahm, denn aus ihrer zweiten Ehe mit Cheops stammen mindestens zwei Kinder.
Eines dieser Kinder war eine Tochter namens Hetepheres II., was sich aus Reliefbruchstücken aus deren Mastaba rekonstruieren lässt. Hetepheres war zunächst mit Kawab, einem Sohn Snofrus, und nach dessen Tod mit Cheops’ Sohn und Nachfolger Radjedef verheiratet.
Als zweites Kind von Meritites und Cheops kann der spätere König Chephren angenommen werden, da dieser der dritte König ist, der in einem Titel der Meritites („Ehrwürdig bei Chephren“) auftaucht. In seine Regierungszeit fällt auch ihr Tod, der sie wohl erst im hohen Alter ereilte.

## Grabstätte

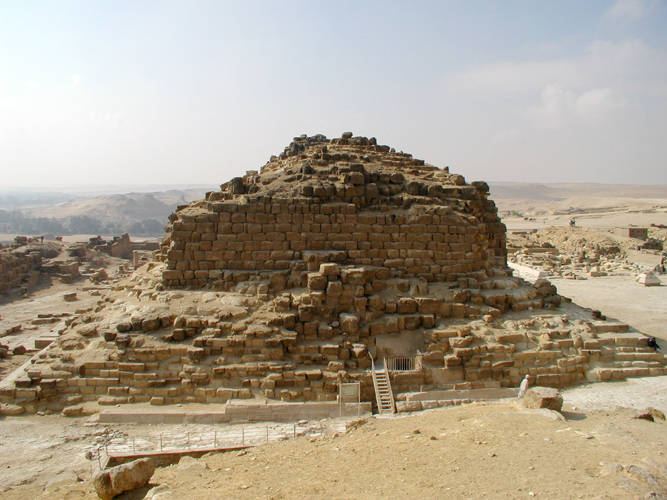
Die Königinnenpyramide G I-b

Als Grabmal der Meritites ist wohl die mittlere der drei Königinnenpyramiden (G I-b) östlich der Cheops-Pyramide anzusehen. Darauf deuten Relieffragmente mit einem für sie typischen Titel hin, die in der Kapelle dieser Pyramide und ihrer nächsten Umgebung gefunden wurden. Die Pyramide besteht aus Kalksteinblöcken und hat eine Seitenlänge von rund 48 m. Die ursprüngliche Höhe betrug rund 30,5 m.